# Municipio de Lyons (Míchigan)
El municipio de Lyons (en inglés: Lyons Township) es un municipio ubicado en el condado de Ionia en el estado estadounidense de Míchigan. En el año 2010 tenía una población de 3465 habitantes y una densidad poblacional de 36,26 personas por km².

## Geografía
El municipio de Lyons se encuentra ubicado en las coordenadas 42°59′32″N 84°53′51″O / 42.99222, -84.89750. Según la Oficina del Censo de los Estados Unidos, el municipio tiene una superficie total de 95.55 km², de la cual 93,04 km² corresponden a tierra firme y (2,63 %) 2,51 km² es agua.

## Demografía
Según el censo de 2010, había 3465 personas residiendo en el municipio de Lyons. La densidad de población era de 36,26 hab./km². De los 3465 habitantes, el municipio de Lyons estaba compuesto por el 96,16 % blancos, el 0,2 % eran afroamericanos, el 0,52 % eran amerindios, el 0,38 % eran asiáticos, el 0,49 % eran de otras razas y el 2,25 % eran de una mezcla de razas. Del total de la población el 2,97 % eran hispanos o latinos de cualquier raza.